# Industrie und Glück

„Industrie und Glück“-Motiv auf Tarock II, aktueller Typ C. Der Stein mit der Inschrift und dem stilisierten Wappenadler ist das bestimmende Motiv aller dieser Decks.

Seltenere Doppeladler-Version, Firma Ludwig Jäger, ca. 1880

Industrie und Glück ist eine Familie von Tarockkarten des französischen Blatts. Der Name stammt von einer Inschrift auf der zweiten Trumpfkarte. Dieser Kartentyp wurde im 19. Jahrhundert in der Habsburgermonarchie durch schrittweisen Übergang aus den älteren Chinesen-Tarocken entwickelt. Die meisten Trumpfkarten zeigen ländliche Szenen aus den Gebieten der Monarchie, weshalb Industrie und Glück auf Englisch auch als rural scenes bezeichnet wird. Die Vertrautheit der Szenen dürfte zum Erfolg dieses Kartentyps beigetragen haben, der sich schrittweise durchsetzte und schließlich alle anderen Tarock-Karten der Monarchie verdrängte. Die frühesten bekannten Exemplare wurden 1815 in Wien hergestellt. Die sich im 19. Jahrhundert stark weiterentwickelnden Industrie und Glück-Kartendecks werden in mehrere Schemata unterteilt. Zwei davon – meist als Typ B und Typ C bezeichnet – blieben auch nach dem Zusammenbruch der Monarchie im Ersten Weltkrieg die Standard-Tarockkarten in Mitteleuropa und werden von fast allen Tarockspielern in Gebieten der früheren Monarchie benutzt.

## Name
Die genaue Bedeutung des Namens Industrie und Glück ist nicht mehr bekannt. Meist wird hierzu angenommen, dass Industrie in der älteren Bedeutung von (Gewerbe-)Fleiß zu verstehen ist. Eine mögliche Deutung ist die Kombination von Fleiß (zum Üben und zum Spielen) und Glück, die für den Erfolg des Kartenspielers erforderlich ist. Der Philosoph Hermann Lübbe schrieb in seinem Aufsatz Zur politischen Theorie der Technokratie von 1968 als Deutung: 

„In Österreich spielt man Tarock, und wer es wirklich spielt, erinnert sich, daß auf dem schwächsten der Trümpfe außer dem Spatz, auf dem Tarock-Zweier, die Devise des Spiels notiert ist. Sie lautet: Industrie und Glück. Einstmals war diese Devise die von kartenspielenden Stammtisch-Bürgern, die beim Weine Früchte ihres Gewerbefleißes genossen. Heute könnte man sie als Wappenspruch der vollendeten 
Technokratie verwenden.“

Der Tarockexperte Hans-Joachim Alscher deutet den Spruch hingegen als Firmenmotto des ursprünglichen Herstellers Norbert Hofmann, der industriell Spielkarten und damit Glücksspielartikel erzeugte. Dieser sei dann einfach von allen anderen Herstellern bis heute übernommen worden. Der Sammler Klaus Reisinger, der die Karten am intensivsten erforschte, gibt gar keine Interpretation an und verweist nur darauf, dass die ruhigen Landszenen in augenscheinlichem Widerspruch zur genannten „Industrie“ stehen.

## Hintergrund

### Vorgeschichte des Tarock
Tarock entstand an den norditalischen Fürstenhöfen der Frührenaissance. Die Herrscher inszenierten ihre Macht unter anderem in prunkvollen Triumphzügen. In jener Zeit kam auch die Idee auf, die – damals handgemalten und wertvollen – Kartenspiele durch triumphierende Karten zu ergänzen. Dies war die Geburtsstunde der Trümpfe, wobei dieses Konzept auch auf andere Kartenspiele übertragen wurde, in denen dann aber per Spielregel (oder Ansage im jeweiligen Spiel) eine der vier Farben zum Trumpf erklärt wurde.
Die Trümpfe zeigten allegorische Motive, die heute vor allem aus dem (erst im späten 18. Jahrhundert entstandenen) esoterischen Tarot bekannt sind. Diese Motive wurden auch in den gedruckten Tarockspielen wie dem Tarot de Marseille übernommen, wobei es aber auch schon früh Bestrebungen gab, die Renaissance-Allegorien durch andere Motive zu ersetzen, wie beispielsweise noch im 15. Jahrhundert im Sola-Busca-Tarot vor allem durch Personen der römischen Geschichte und Mythologie.
Im Laufe der Jahrhunderte lösten sich die meisten Tarock-Spielkarten von den traditionellen Motiven und ersetzten sie gemäß Vorlieben des jeweiligen Erstellers. Im 18. Jahrhundert wurden Tiertarocke und Jagdszenen sehr populär. Seit dem frühen 19. Jahrhundert gab es eine frühe Bandbreite verschiedenster Motive, die beispielsweise Sprichwörter, Fabeln, Veduten, Gesellschaftskritik oder Satire zeigten.

### Chinesen-Tarocke
Im 18. Jahrhundert waren Chinoiserien und eine allgemeine Begeisterung für das hoch zivilisierte, aber trotzdem exotische China in Europa populär. Dies äußerte sich auch in den im späten 18. Jahrhundert entstandenen Chinesen-Tarocken. Sie zeigten auf jeweils einer Kartenhälfte chinesische Szenen nach damaligen populären Vorstellungen, auf der jeweils anderen Meeresfabelwesen. Die noch heute gängige Darstellung sowohl des niedrigsten als auch höchsten Trumpfes – Sküs und Pagat – als grafisch verschieden dargestellte Harlekine mit Halskrause und Krummsäbel geht bereits auf die Chinesen-Tarocke zurück. Ihre als chinesisch gezeichneten Gesichtszüge verloren sie im Laufe der Zeit, zuletzt die gleichartige Handpuppe des Sküs.

### Industrie und Glück
Die erstmals 1815 nachgewiesenen Industrie und Glück-Tarockspiele entstanden durch schrittweise Ersetzung zuerst der Meeresfabelwesen, dann auch der chinesischen Szenen, durch großteils heimische, ländliche Motive. Reisinger betrachtet die frühen, ihm vorliegenden Exemplare ab 1819 (ein Exemplar mit Steuerstempel von 1815 wurde erst später aufgefunden) mit dem namensgebenden Motiv auf Tarock II, aber noch großteils chinesischen Motiven, als Vorläufer und spricht erst ab 1824 vom echten Industrie und Glück-Tarock. Diese waren dabei kein einseitiger Ersatz der Chinesen-Tarocke, die sich ihrerseits weiterentwickelten und die Meeresfabelwesen durch weitere chinesische Szenen ersetzten. Sie starben erst später aus, zusammen mit allen anderen Tarockkarten in der Monarchie, während sich Industrie und Glück allgemein durchsetzte.

## Zusammensetzung

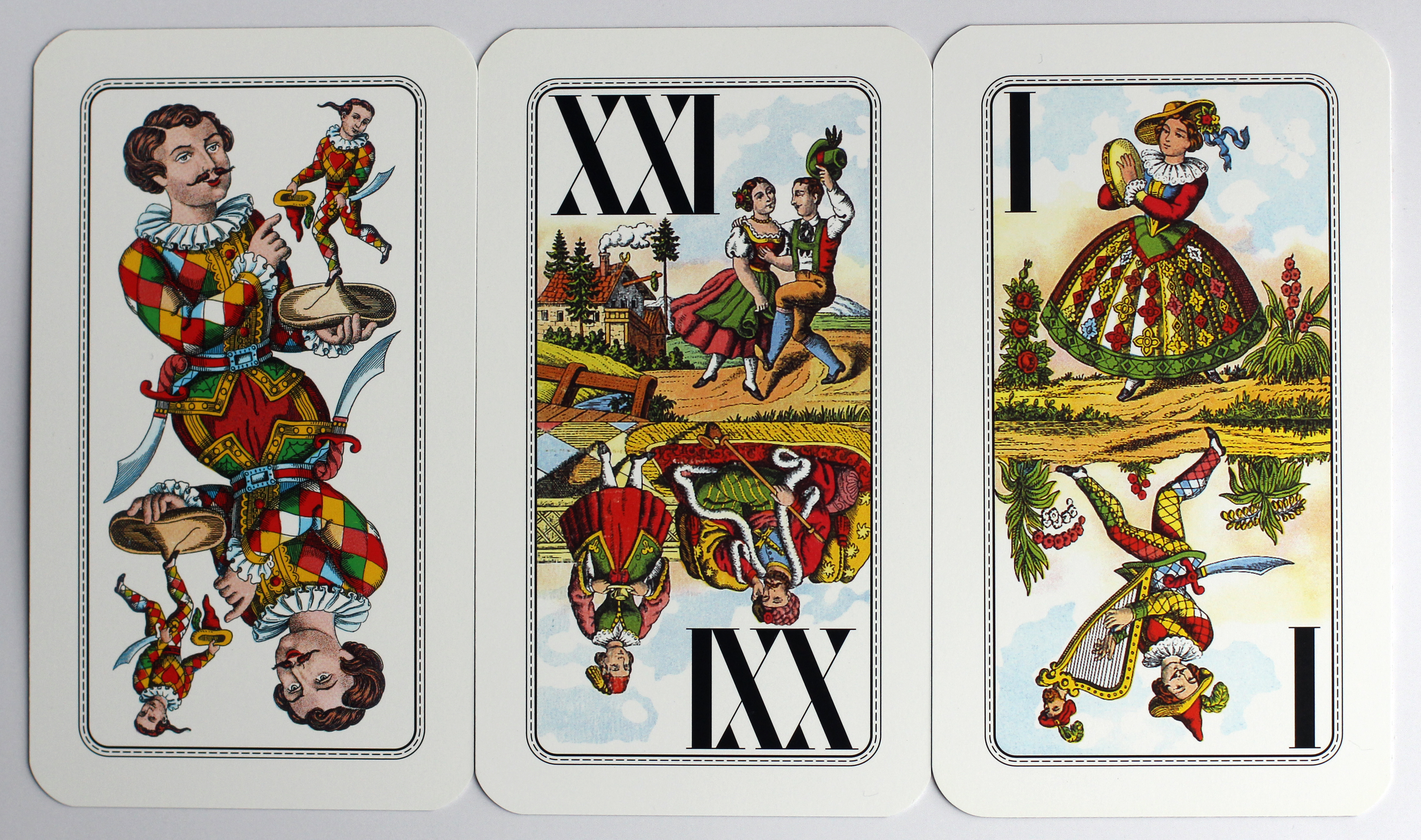
Die Trull in der südlichen Version (Typ B)

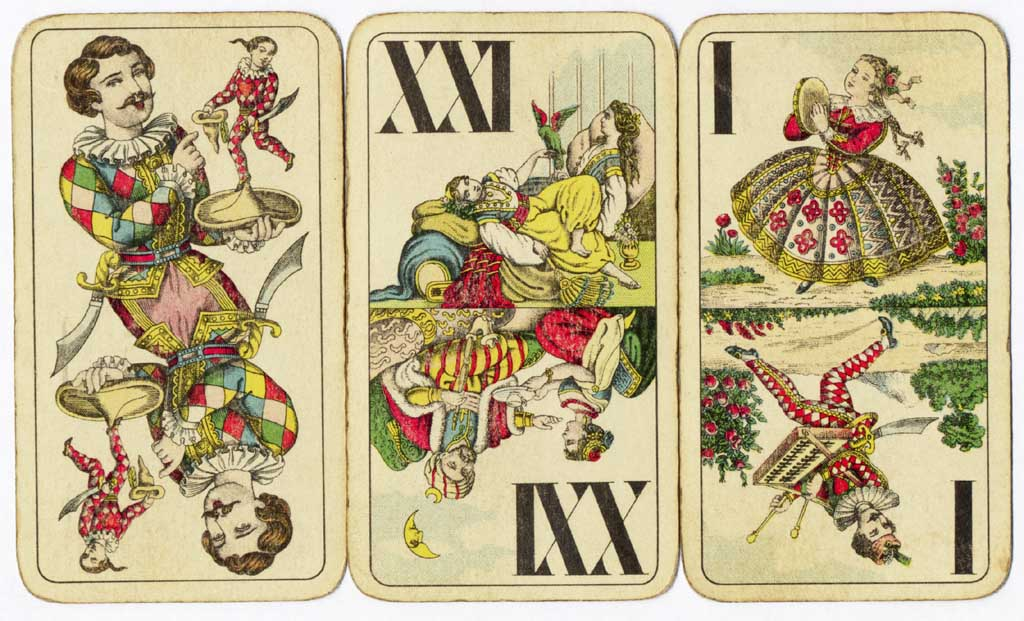
Die Trull in der nördlichen Version (Typ C)

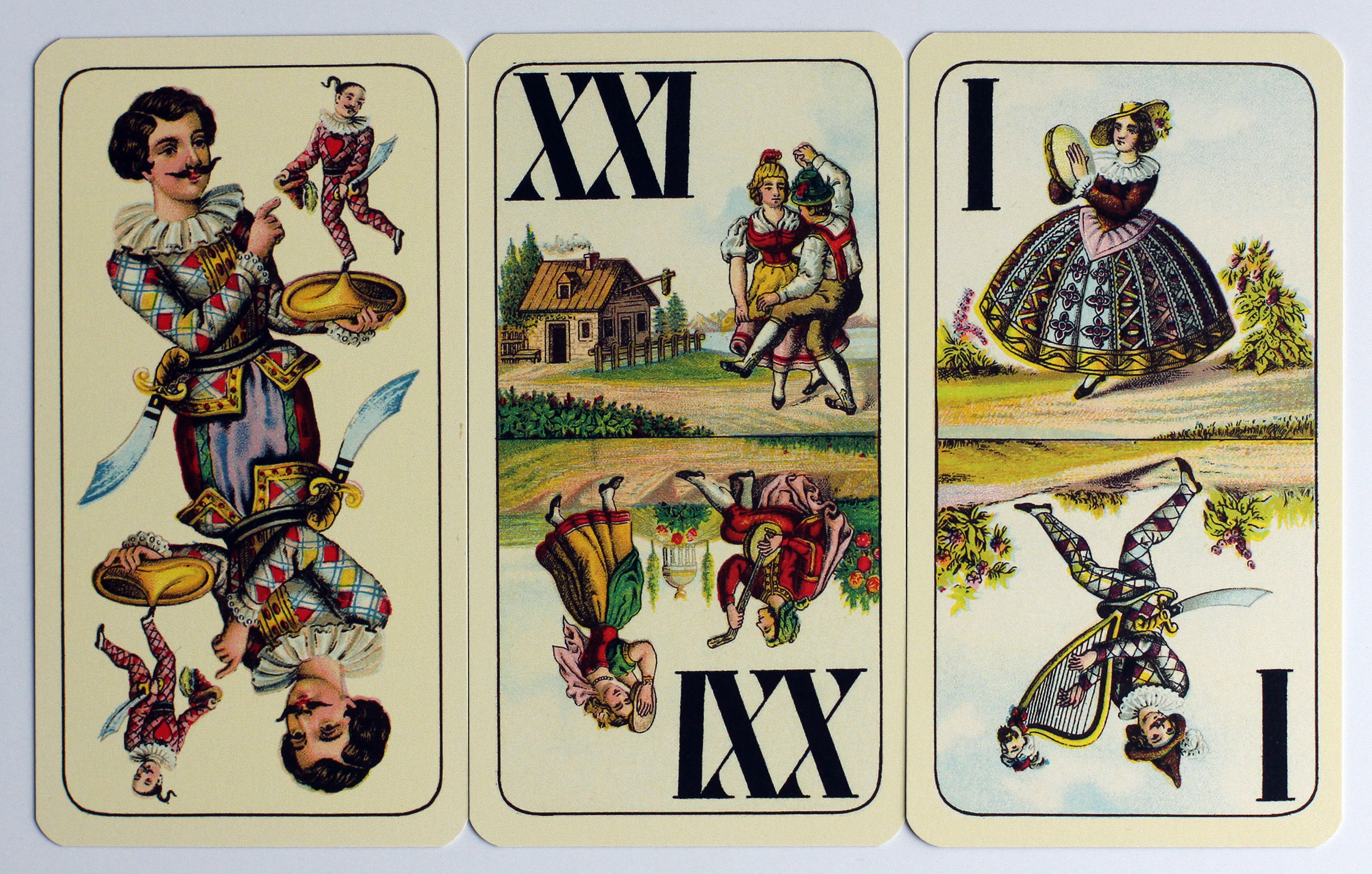
Die Trull im älteren Typ A (heute nicht mehr regelmäßig gedruckt)

Die Zusammensetzung der Industrie-und-Glück-Karte entspricht der allgemeinen von Tarockspielen mit 22 dauerhaften Trümpfen neben den Farbkarten.

### Farbkarten
Die Farbkarten sind im heute allgemein zum Standard gewordenen französischen Blatt gehalten, wie auch die meisten anderen heutigen Tarockspiele; nur die traditionellen Spiele Italiens und der Schweiz verwenden noch das italienische Blatt mit den Farben Schwerter, Kelche, Münzen und Stäbe.
Jede Farbe enthält nicht nur drei, sondern vier Hofkarten: den Buben, den Reiter oder Cavall, die Dame und den König. Nach einer alten Tarock-Tradition sind die kleinen Farbkarten bei den roten Farben (Herz und Karo) gestürzt, so dass im vollen Tarockdeck mit 78 Karten das Ass die höchste Farbkarte unterhalb (!) der Hofkarten darstellt, der 10er die niedrigste; bei den schwarzen Farbkarten ist es umgekehrt. Kartendecks mit allen 78 Karten wurden tatsächlich auch für Industrie und Glück bis ins späte 20. Jahrhundert gedruckt, heute aber nicht mehr: Die jeweils sechs niedrigsten Farbkarten, also die 5er bis 10er der roten Farben und die 1er bis 6er der schwarzen Farben, wurden entfernt. Somit sind insgesamt 54 Karten vorhanden. Die Reihenfolge der schwarzen Farben von der höchsten zur niedrigsten ist also K, D, C, B, 10, 9, 8, 7, die der roten Farben ist K, D, C, B, 1, 2, 3, 4.

### Trümpfe
Das eigentlich bestimmende Element von Industrie und Glück, das den großen Unterschied zu anderen Tarockkarten ausmacht, ist die grafische Gestaltung der Trümpfe. Die traditionellen italienischen Tarocco-Decks und das Schweizer Tarot 1JJ sind neben den italienischen Farben auch den ursprünglichen, allegorischen Motiven der Renaissance treu geblieben, die heute vor allem noch aus dem esoterischen Tarot bekannt sind. Das französische Tarot Nouveau zeigt moderne, städtische Themen. Die Industrie und Glück-Trumpfkarten illustrieren großteils Genreszenen des ländlichen Lebens in der Donaumonarchie ohne bestimmte, zusätzliche Themen. Alle Trumpfkarten außer dem unnummerierten Sküs (früher kein Trumpf, sondern eine Sonderkarte) verwenden römische Ziffern, anders als die Tarot Nouveau- oder Cego-Decks. Die Zahlen- und Bildkarten haben keine Eckindizes.
Die drei wichtigsten Trümpfe werden als Trull zusammengefasst, eine Verballhornung von französisch tous les trois, „alle drei“. Der niedrigste Trumpf wird nach seinem italienischen Äquivalent il bagatto „Pagat“ genannt. Der höchste nummerierte und insgesamt zweithöchste Trumpf heißt im Deutschen Mond, nach einer Fehlübersetzung von französisch le monde, „Die Welt“, entsprechend auch dem italienischen original il mondo. Der höchste, unnummerierte Trumpf heißt Sküs, nach dem französischen l'excuse, „die Entschuldigung“. Ursprünglich (und auch in den modernen französischen und italienischen Varianten) handelt es sich nicht um einen trumpf, sondern eine Sonderkarte, die von französischen Spielern mit einer ritualisierten Entschuldigung gespielt wurde (auf Italienisch heißt die Karte hingegen il matto, „der Narr“). Die Entwicklung zum höchsten Trumpf in den mitteleuropäischen Tarockspielen hat an diesem Namen – und dem gegenüber den anderen Trümpfen ganz anderen Design – nichts geändert.

## Varianten und Verbreitung
Der Spielkartensammler Klaus Reisinger unterzog die ihm vorliegenden Industrie und Glück-Decks ab 1819 einer umfassenden Analyse. Er teilte sie in Vorläufer mit noch mehrheitlich chinesischen Motiven und ab 1824 in acht Schemata mit romischen Ziffern von I bis VII, wobei er zwischen den Typen V und VI ein eigenes Übergangsschema V/VI setzte. Von diesen Schemata – die teils ihrerseits langjährige Entwicklungslinien darstellen, teils einheitlich und kaum verändert blieben – erreichten III, V und VI weite und anhaltende Verbreitung als Standardecks unter den Tarockspielern der österreichischen Monarchie. Diese drei waren schon vorher von Sylvia Mann, der Gründungspräsidentin der International Playing-Card Society (IPCS), als Typen A, B und C kategorisiert worden. Typ III/A starb im frühen 20. Jahrhundert schrittweise aus. Typ V/B und Typ VI/C sind bis heute als Standardspiele erhalten geblieben.
Zahlreiche Motive aller dieser Typen stammen aus den Nationalitätentarocken des Kartenherstellers Johann Georg Steiger, Versionen von 1829 und 1854, die konsequent Vertreter verschiedener Ethnien und Regionen der Habsburgermonarchie zeigen. In geringerem Ausmaß wurde das Berufetarock ebenfalls von Steiger aus dem Jahr 1845 integriert, insbesondere durch das heute einheitliche zweite Standardmotiv auf Tarock II, den Tiroler Tuchhändler vor der Wiener Hofburg. Dazu fügten die jeweiligen Ersteller neue, nach ihrem Gutdünken passende Szenen hinzu, die dann wiederum teils in den späteren Typen nachgenutzt wurden.

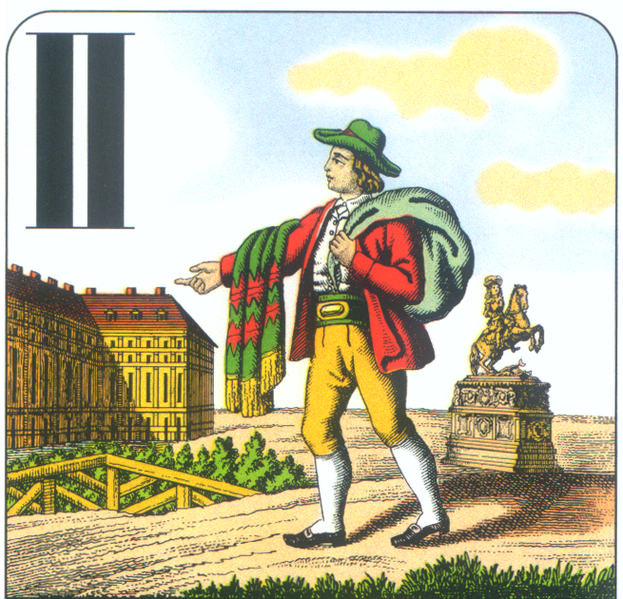
Tiroler Tuchhändler vor der Wiener Hofburg, hier in Typ C

### Heutige Varianten
Der ältere Typ B wurde 1865 eingeführt, ist heute das Standard-Deck in Ungarn und Slowenien und wird auch Triest hergestellt. Er wird ob seiner Verteilung auch als die südliche Version von Industrie und Glück bezeichnet. Das andere, um 1890 entstandene Muster Typ C bezeichnet – wird in Österreich, Tschechien, Slowakei, Polen und Rumänien verwendet und gilt dementsprechend auch als die nördliche Version. Die beiden Versionen haben einige Bilder in den Trümpfen gemeinsam, teils auf denselben, teils auf jeweils anderen Trümpfen.
Die Tschechoslowakei und ihre Nachfolgestaaten verwenden den nördlichen Typ C, doch seit ihrer Unabhängigkeit nach dem Ersten Weltkrieg fehlt dem zweiten Trumpf die Inschrift Industrie und Glück. In der Zwischenkriegszeit wurde der Adler zeitweise durch einen ungekrönten Falken ersetzt und ersatzweise die lateinische Inschrift „Audaces Fortuna Juvat“ („Den Mutigen hilft das Glück“) aufgedruckt.
Der zweithöchste Trumpf XXI wird als Ergebnis einer Fehlübersetzung des französischen Namens le monde („Die Welt“) im deutschen als der Mond bezeichnet. Im nördlichen Typ C zeigt er eine Mondsichel, der über einer orientalischen Szene mit einem Sultan schwebt. Die südliche Version B zeigt ein älteres, ähnliches Motiv ohne Abbildung eines Mondes.

### Hersteller
Der nördliche Typ C wird heutzutage (Stand 2025) in fast identischer Form vom österreichischen Hersteller Piatnik und von Hrací karty in Tschechien hergestellt. Die Größenangabe bei Piatnik ist 63 × 113 mm, bei Hrací karty 62 × 112 mm.
Der südliche Typ B wird nur noch von Piatnik und dem italienischen Unternehmen Modiano produziert. Das Muster wird aber doch in allen tarockspielenden Ländern der früheren Monarchie verkauft – also auch in jenen Ländern, in denen der nördliche Typ C die Normalform ist, aber nur in geringerem Umfang. Piatnik vermarktet Typ B als Kaffeehaus-Tarock, dessen Karten noch größer (74 × 128 mm) als ihre Standard-Tarockkarten des Typ C sind. Die Modiano-Karten sind im Gegensatz dazu noch etwas kleiner (63 × 109 mm).
Ein in Wien von 1930 bis 1934 aktiver Hersteller namens Union produzierte ein Spiel Typ B im Format 78 × 121 mm.

### Ausgestorbene und spezielle Varianten
Eine Version mit allen 78 Blättern wurde von Piatnik einst für das Spiel Grosstarock (Nr. 1938) entwickelt. Sie wurde auch für das Tarockspiel Droggn im Tiroler Stubaital hergenommen, wobei die Spieler hier 66 Karten aus dem Stapel verwendeten. Aufgrund der geringen Nachfrage stellte Piatnik die Produktion dieses Blattes im späten 20. Jahrhundert ein; Restexemplare wurden aber weiter von den Droggn-Spielern bezogen, bis Droggn Mitte der 1980er Jahre ausstarb. Daneben gab es in den 1920er Jahren das spezielle Deck Tarock Nr. 71, das Piatnik tatsächlich mit 66 Karten speziell für die Droggn entwickelte. Die Motive entsprachen dem Typ B, waren aber anders gezeichnet, generell farbenfroher und mit einigen Veränderungen in Richtung zusätzlichen Kitsches. So zeigt Tarock XVI im normalen Typ B (und ähnlich auf Tarock X in Typ C) eine Hirtin, die eine Ziege kost. In der Spezialvariante wurde die Ziege durch eine Rehgeiß samt Rehkitz ersetzt.
Es gab auch eine mysteriöse 73-Blatt-Version aus den 1930er Jahren, ebenfalls von Piatnik, die wie das 54-Karten-Deck aufgebaut war, aber 19 Trümpfe mehr hatte. Es wird angenommen, dass es für eine verlorene Version von Minchiate verwendet wurde. Das klassische Minchiate enthielt alle 78 Karten eines vollen Tarockdecks sowie die 12 Tierkreiszeichen und die 7 Kardinaltugenden als zusätzliche Trümpfe.
Nachdrucke des früheren Musters Typ A werden gelegentlich in limitierter Auflage hergestellt. Wie das südliche Muster Typ B wurde auch Typ A bis 1865 etabliert, war aber zur Zeit des Ersten Weltkriegs weitgehend ausgestorben. Zwischen 1910 und 1935 produzierte Piatnik jedoch ein Kartenspiel nach dem Muster Typ A, das mit kleineren Karten als das normale Spiel (52 × 97 mm im Gegensatz zu 63 × 113 mm) angeblich besser für die kleineren Hände von Spielerinnen geeignet war und daher als „Allerfeinste Damen Tarock“ oder „Ladies Tarock“ vermarktet wurde. Piatnik hat 2019 ein Faksimile erstellt.

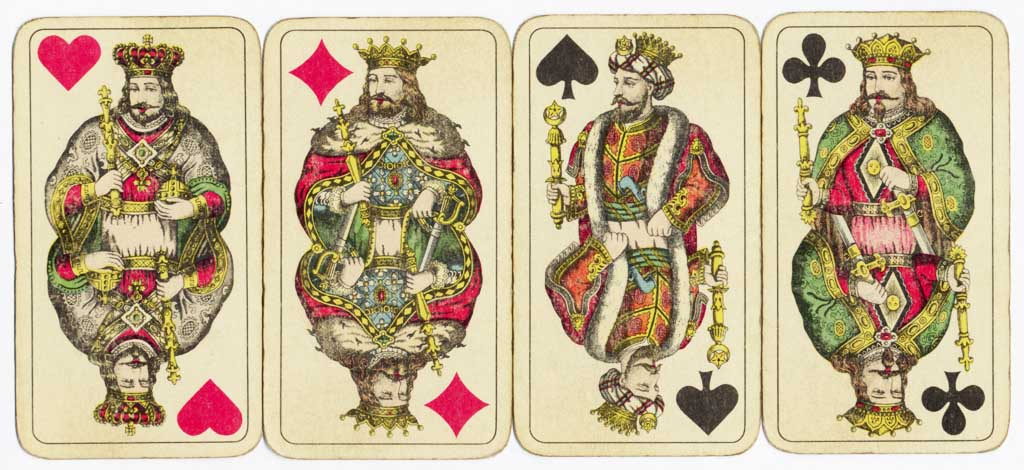
Die vier Könige im Typ C. In Typ B sehen sie sehr ähnlich aus, am stärksten weicht …
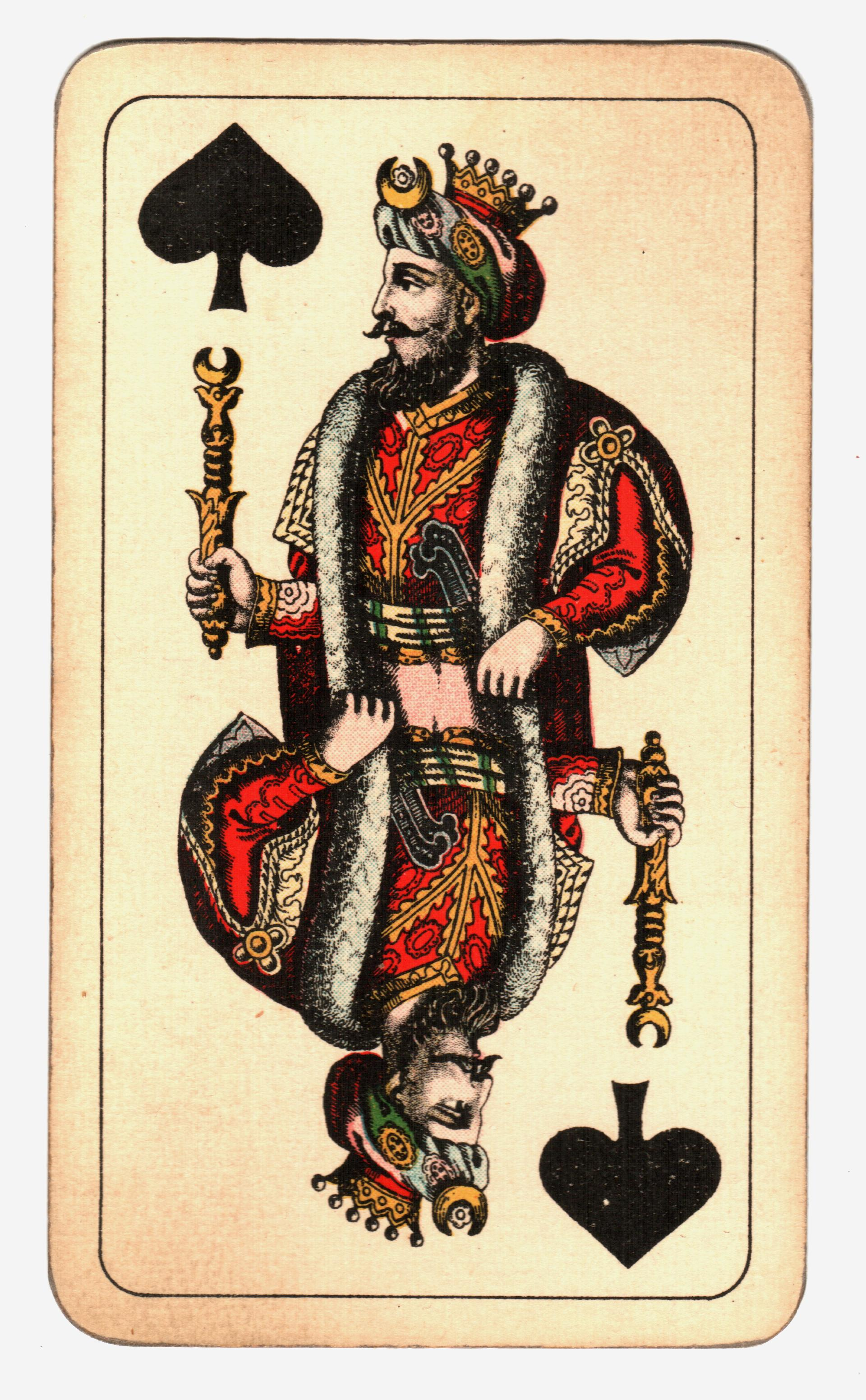
… der Pik-König im Profil ab.

## Weitere Verwendungen der Bilder
Obwohl die Industrie und Glück Karte nicht für das Kartenlegen konzipiert waren, wurden ihre Bilder Mitte des 20. Jahrhunderts in argentinische Wahrsagerkarten integriert und irreführend als antikes Zigeunerorakel dargestellt.

Moderner Satz Tarockkarten der Firma Piatnik – Industrie und Glück Typ C von Josef Neumayer, 1890 – mit Bezeichnungen aus dem Spiel Königrufen